# Construcciones y Auxiliar de Ferrocarriles
Construcciones y Auxiliar de Ferrocarriles (CAF) is een Spaanse rollendmaterieelfabrikant met het hoofdkantoor in Beasain. Het bedrijf maakt spoorwegrijtuigen, locomotieven, metro's en trams, bussen, apparatuur voor treinbeveiliging en onderhoudt spoorwegmaterieel.

## Producten van CAF
CAF heeft onder andere materieel gebouwd voor de metro van Madrid, metro van Hongkong, metro van Washington, metro van Amsterdam, Sacramento Regional Transit District en Iarnród Éireann. CAF gaat vanaf 2023 43 vijfdelige lightrail-stellen leveren voor de DLR in Londen. Trams van het type Urbos zijn of worden afgeleverd aan een reeks trambedrijven op diverse continenten, waaronder de tram van Edinburgh en de tram van Stockholm. CAF maakt onder andere ook draaistellen met verstelbare spoorwijdte, in verband met de afwijkende spoorwijdte in Spanje.

### België
Tussen 2007 en 2011 leverde CAF 21 metrostellen van het type M6 aan de MIVB voor inzet op het Brusselse metronet. In augustus 2016 bestelde de MIVB 43 nieuwe metrostellen bij CAF, met een optie op 47 bijkomende stellen.
CAF levert vanaf 2019 in totaal ruim 130 stuks van het tramtype Urbos aan De Lijn voor inzet op de netten van Antwerpen (Stadslijner) en de Kusttram (Zeelijner).
CAF maakt deel uit van het consortium Tram'Ardent dat de Luikse tram aanlegde. CAF levert 20 trams van het type Urbos, en het bijhorende onderhoud, aan de TEC. Op 28 april 2025 werd de lijn in dienst gesteld.
In maart 2025 werd CAF de voorkeurspartij van de NMBS bij haar aanbesteding voor een raamcontract voor haar nieuwe treinstellen MR30, met maximaal 170.000 zitplaatsen, deels als batterijtrein. De voorgestelde familie is de CAF Civity / Civity Duo (dubbeldekstreinen).
Op 17 april 2025 meldt de Raad van State de schorsing van deze beslissing.
Op 8 juli 2025 reageert CEO Martínez Ojinaga voor het eerst op de heisa rond de miljardenorder die aan de neus van de Alstom-treinfabrieken in Brugge en Charleroi voorbij dreigt te gaan. 'Het is ongelofelijk wat hier gebeurt. Ik heb nog nooit zo'n zware tegenstand meegemaakt tegen het binnenhalen van een order', zegt hij tijdens een gesprek met De Tijd in Brussel.
Na de vergadering van 23 juli 2025 heeft de raad van bestuur van de NMBS de bestelling van de nieuwe treinstellen ter waarde van minstens 1,7 miljard euro bij de Spaanse producent CAF bevestigd. Partijen als de PS, Vooruit en Groen/Ecolo hadden de voorbije weken in de Kamer gepleit voor het vernietigen van de keuze voor CAF en in plaats daarvan te gaan voor het Franse Alstom, dat ook productievestigingen heeft in Brugge en Charleroi. Alstom waarschuwde dat in Brugge tot 600 jobs op de tocht staan als het bedrijf het 'treinorder van de eeuw' zou missen.

### Nederland

#### Metro
In Amsterdam is CAF vooral bekend als producent van 4 sneltramstellen en 33 metrostellen voor de Amsterdamse metro gebouwd in 1996-'97. Vanaf 2021 werd ook het Metromaterieel M7 voor de Amsterdamse metro door CAF gebouwd.

#### Civity
In 2014 en 2018 bestelde de NS respectievelijk 118 en 88 sprintertreinstellen van het type CAF Civity. Ze werden tussen 2018 en 2023 in dienst genomen als Sprinter Nieuwe Generatie (SNG).
In maart 2024 maakte Qbuzz de aankoop bekend van 10 Civity-treinstellen voor de MerwedeLingelijn. Deze stellen zouden eind 2027 in gebruik worden genomen.
In augustus 2022 werd bekend dat CAF de aanbesteding voor de DDNG van de NS had gewonnen met de Civity Duo, wat de eerste dubbeldekker wordt van het Civity-platform. Het contract omvat initieel 60 dubbeldekkers van 4 en 6 rijtuigen.

#### Urbos 100
Op 30 januari 2015 werd het contract getekend voor de levering van 27 stuks 5-delige lagevloertrams voor de Uithoflijn in Utrecht. Het gaat om trams van het type Urbos 100. Ze werden in 2017 en 2018 afgeleverd en kwamen in 2019 in dienst op deze nieuwe tramlijn. In 2017 werd een aanvullende bestelling van 22 stuks 7-delige trams gedaan voor de voormalige SUNIJ-lijn, met een extra bestelling van 5 stuks in 2020; deze zijn in 2020 en 2021 afgeleverd. Vanaf 2019 werd ook de tramserie 15G van het type Urbos 100 voor de Amsterdamse tram gebouwd.

## Overnames
Op 4 juli 2018 kondigt CAF de overname aan van Solaris Bus & Coach, een Poolse bus-, touringcar- en trolleybusfabrikant in Bolechowo-Osiedle en Środa Wielkopolska, vlak bij Poznań, Polen.
Stadler Rail is de enige eigenaar van Solaris Tram geworden na het kopen van 40% van de joint venture van Construcciones y Auxiliar de Ferrocarriles (CAF), het Zwitserse bedrijf dat op 19 november 2018 werd aangekondigd.
In 2019 werd het Zweedse onderhoudsbedrijf voor rollend materieel EuroMaint overgenomen.
In november 2021 nam CAF een 100% belang in het Spaanse bedrijf Orbital Critical Systems, een bedrijf dat communicatie- en veiligheidssystemen ontwikkelt voor de luchtvaart, ruimtevaart en spoorwegen. CAF had al geruime tijd een minderheidsbelang in dit bedrijf.
Op 1 augustus 2022 nam CAF de rollend materieelfabriek van Alstom in het Franse Reichshoffen over. Dit was eerder de fabriek van De Dietrich Ferroviaire. CAF bouwt hier treinen van de types Coradia Polyvalent en Talent 3.

## Vestigingen
Hieronder een overzicht van de productiefaciliteiten van CAF. 
| Land                | Plaats              | Activiteiten                                         |
| ------------------- | ------------------- | ---------------------------------------------------- |
| Spanje              | Beasain             | Productie van spoorwegmaterieel, wielen en wielassen |
| Spanje              | Irun                | Productie van spoorwegmaterieel                      |
| Spanje              | Zaragoza            | Productie van spoorwegmaterieel                      |
| Spanje              | Castejón            | Productie van spoorwegmaterieel                      |
| Spanje              | Linares             | Ontwerpafdeling, mock-ups, productie van onderdelen  |
| Spanje              | Lleida              | Onderhoud en renovatie van spoorwegmaterieel         |
| Verenigd Koninkrijk | Newport (Wales)     | Productie van spoorwegmaterieel                      |
| Frankrijk           | Bagnères-de-Bigorre | Productie van spoorwegmaterieel                      |
| Frankrijk           | Reichshoffen        | Productie van spoorwegmaterieel                      |
| Verenigde Staten    | Elmira (New York)   | Productie van spoorwegmaterieel                      |
| Mexico              | Huehuetoca          | Productie van spoorwegmaterieel                      |
| Brazilië            | Hortolândia         | Productie van spoorwegmaterieel                      |

Verder heeft CAF in diverse landen kantoren.